# 鳥取県道265号湯山鳥取線
鳥取県道265号湯山鳥取線（とっとりけんどう265ごう ゆやまとっとりせん）は、鳥取県鳥取市を通る一般県道である。

## 概要
鳥取市福部町湯山から鳥取市覚寺に至る。

### 路線データ
- 起点：鳥取県鳥取市福部町湯山（鳥取県道43号鳥取福部線交点）
- 終点：鳥取県鳥取市覚寺（覚寺交差点、国道9号交点、鳥取県道318号伏野覚寺線終点）
- 総延長：4.3 km

## 路線状況

### 道路施設

#### 橋梁
- 山湯山橋（山湯山川、鳥取市）

#### トンネル
- 砂丘トンネル：延長224 m、1968年（昭和43年）竣工、鳥取市

## 地理

### 通過する自治体
- 鳥取県
  - 鳥取市

### 交差する道路
| 交差する道路                    | 交差する場所 | 交差する場所       |
| ------------------------------- | ------------ | ------------------ |
| 鳥取県道43号鳥取福部線          | 福部町湯山   | 起点               |
| 鳥取県道319号鳥取砂丘細川線     | 福部町湯山   | 鳥取砂丘入口交差点 |
| 鳥取県道500号鳥取河原自転車道線 | 浜坂         | 子供の国交差点     |
| 鳥取県道224号一本松覚寺線       | 覚寺         |                    |
| 国道9号 鳥取県道318号伏野覚寺線 | 覚寺         | 覚寺交差点 / 終点  |

### 沿線
- E9 山陰近畿自動車道駟馳山バイパス 福部IC
- 旧国道9号（全線）
- 鳥取砂丘
- 鳥取市立中ノ郷中学校